# Kincsem Park-busz (Budapest)
A budapesti Kincsem Park-busz az Örs vezér tere és az Expo tér (Kincsem Park) között közlekedett körforgalomban, kizárólag lóverseny napokon. A vonalat a Budapesti Közlekedési Zrt. üzemeltette.

## Története
2004. október 13-ától 2006. december 31-éig Kincsem Park járat néven lóverseny napokon a futamok előtt 2 busz az Örs vezér terétől az Expo térig, a futamok végén 2 busz az Expo tértől az Örs vezér teréig közlekedett.

## Útvonala
| Expo tér (Kincsem Park) felé                                                                   | Örs vezér tere felé                                                             |
| ---------------------------------------------------------------------------------------------- | ------------------------------------------------------------------------------- |
| Örs vezér tere vá. – Fehér út – Albertirsai köz – Albertirsai út – Expo tér (Kincsem Park) vá. | Expo tér (Kincsem Park) vá. – Albertirsai út – Kerepesi út – Örs vezér tere vá. |

## Megállóhelyei
Az átszállási kapcsolatok között az azonos útvonalon, de több megállót kiszolgáló Expo-busz nincsen feltüntetve.
| 0 | Örs vezér tere végállomás          | 6 | Gödöllői és csömöri HÉV 31, 32, 44, 44A, 45, 61, 61E, 67, 76, 77, 85, 131, 144, 168 81, 82 3, 62 |
| ∫ | Örs vezér tere                     | 5 | Gödöllői és csömöri HÉV 31, 32, 44, 44A, 45, 61, 61E, 67, 76, 77, 85, 131, 144, 168 81, 82 3, 62 |
| 4 | IV. kapu                           | ∫ |                                                                                                  |
| ∫ | Pillangó utca                      | 3 |                                                                                                  |
| ∫ | Kerepesi út                        | 1 | 80                                                                                               |
| 6 | Expo tér (Kincsem Park) végállomás | 0 |                                                                                                  |